# Aeroportul Shihezi Huayuan
Aeroportul Shihezi Huayuan (IATA: SHF, ICAO: ZWHZ) este un aeroport din Shihezi⁠(d), Xinjiang, Republica Populară Chineză. Aeroportul a fost tranzitat în 2022 de 137.222 de pasageri. A fost deschis în 26 decembrie 2015 și numit după Shihezi⁠(d).
aeroportul dispune de o singură pistă.